# Adolph Schätzig
Gustav Adolph Schätzig (født ca. 1815 i Tyskland – 18. august 1853 i København) var en tysk fotograf, bror til Carl Schätzig.
Han var først portrætmaler og var 1836-41 aktiv som kobberstikker i Berlin, hvor han bl.a. udførte stik af Friedrich Gottlieb Klopstock, Johann Wolfgang von Goethe og interiøret i skuespilhuset i Braunschweig. Han nedsatte sig 1846 som daguerreotypist i København. Han var således en af de allerførste fotografer i kongeriget. F.F. Petersen lærte hos Schätzig.
Adolph Schätzig døde under koleraepidemien i København. Forretningen blev videreført af broderen Carl.